# Paracoridon johrae
Paracoridon johrae is een bidsprinkhaankreeftensoort uit de familie van de Coronididae. De wetenschappelijke naam van de soort is voor het eerst geldig gepubliceerd in 1991 door Moosa.